# Luno
Luno je eponymní debutové album skupiny LUNO, které bylo pokřtěno 18. ledna 2010 v Paláci Akropolis v Praze.

## Seznam skladeb
1. Chanteys
2. Pekorino
3. Birdie num num
4. Lobann
5. Close to Violence
6. Here to Be Not There
7. Part of a Treason
8. Blind